# Cumestano
Cumestano es un producto de oxidación de pterocarpano que son similares a la cumarina. Coumestano forma el núcleo central de una variedad de compuestos naturales conocidos colectivamente como cumestanos. Los coumestanos, incluyen el cumestrol, un fitoestrógeno, se encuentran en una variedad de plantas. Las fuentes de alimentos ricos en isoflavonas incluyen arvejas , frijoles pintos, frijoles de lima, y especialmente la alfalfa y los brotes de trébol.

Cumestrol tiene aproximadamente la misma afinidad de unión por el ER-β receptor de estrógeno como 17β-estradiol , pero mucho menos afinidad por 17α-estradiol , aunque la potencia estrogénica de cumestrol en ambos receptores es mucho menor que la de 17β-estradiol.
Debido a la actividad estrogénica de algunos cumestanos, una variedad de síntesis se han desarrollado que permite la preparación de cumestanos de modo que sus efectos farmacológicos se pueden explorar.

## Coumestanos

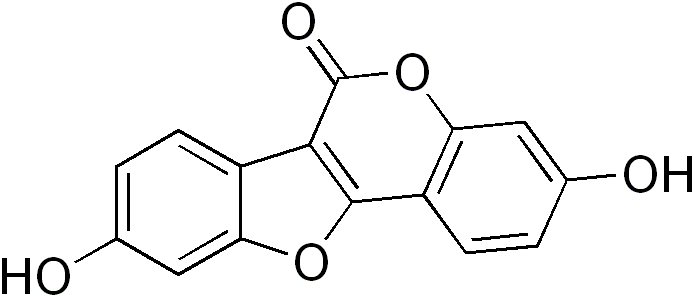
Coumestrol
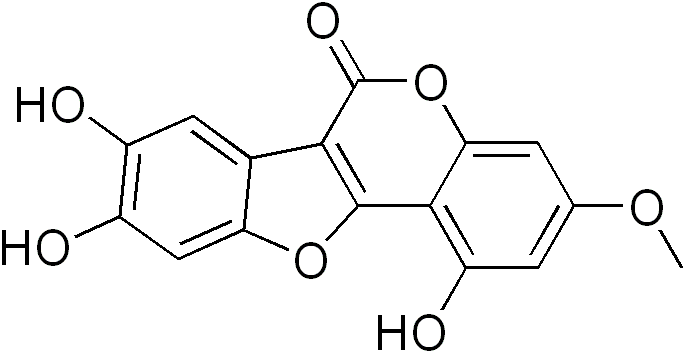
Wedelolactone
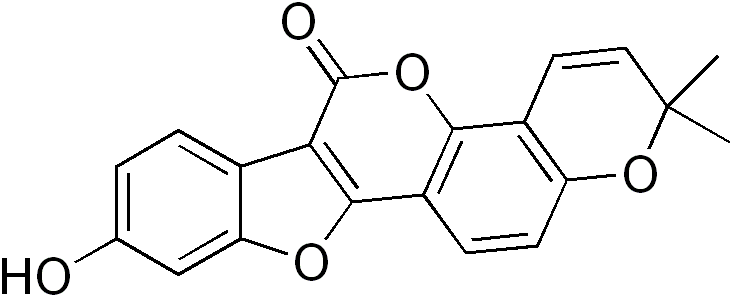
Plicadin